# Вежда
Веждата (на латински: supercilium) е площ от дебели и нежни власинки разположени над очната кухина. Основната функция на веждата е да защитава окото от силна светлина, както и да спира стичането на пот, вода и други течности върху него. Още, веждите са важни за човешката комуникация и изражение на лицето. Чрез тях човек изразява различни емоции, като изненада, страх, гняв и пр.
Веждите се движат, чрез специален мускул corrugator supercilii. На лицето на човек се намират две вежди, но има и хора с по една вежда разположена по цялата ширина на челото.
Веждите са основна черта на лицето. Разработени са различни козметични методи за оцветяване на веждите, както и средства за тяхното оформяне и промяна на позиция (скубане, пиърсинг).